# Ermida de Nossa Senhora da Ajuda (Santa Cruz da Graciosa)

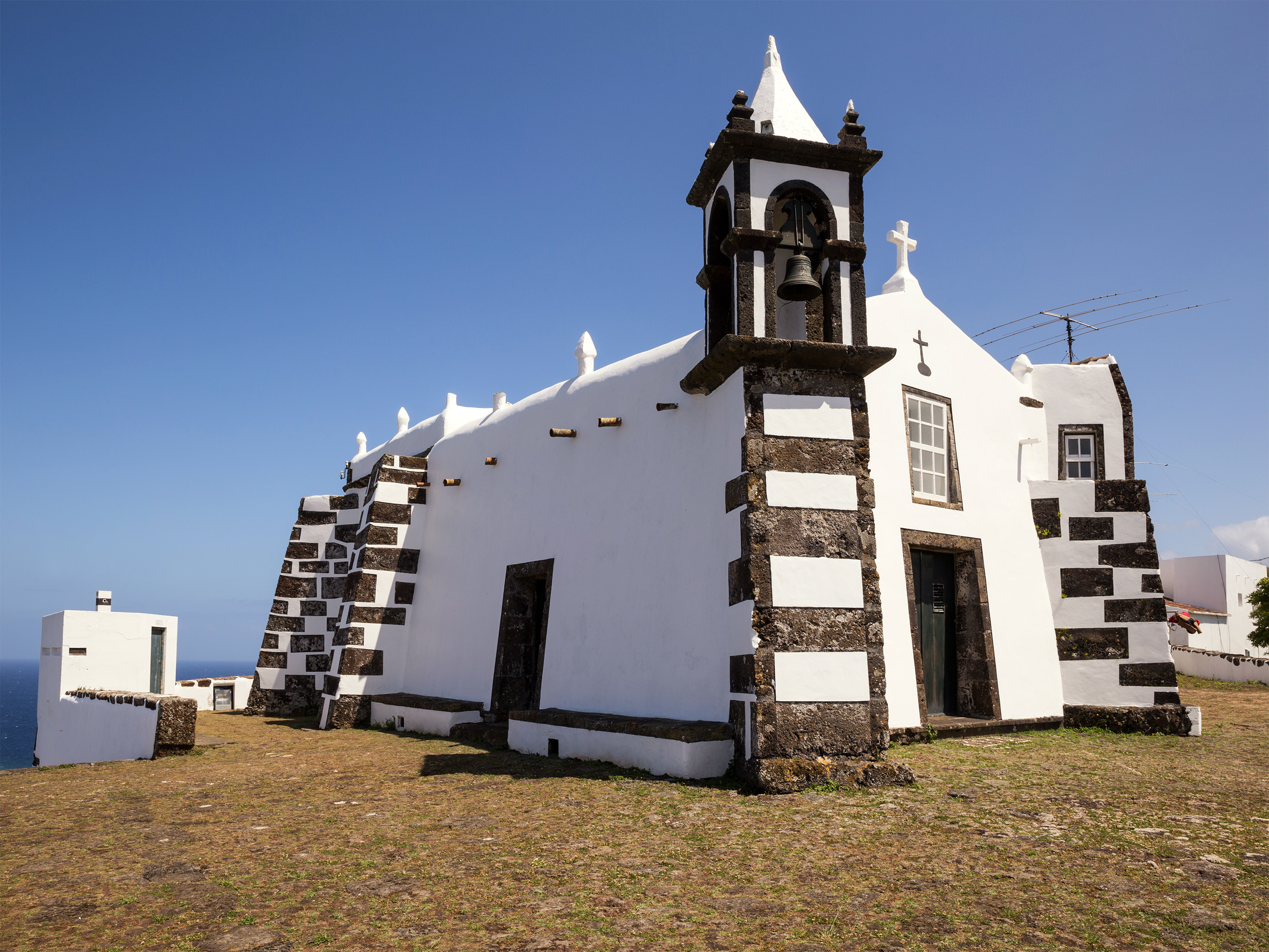
Ermida de Nossa Senhora da Ajuda, Santa Cruz da Graciosa.

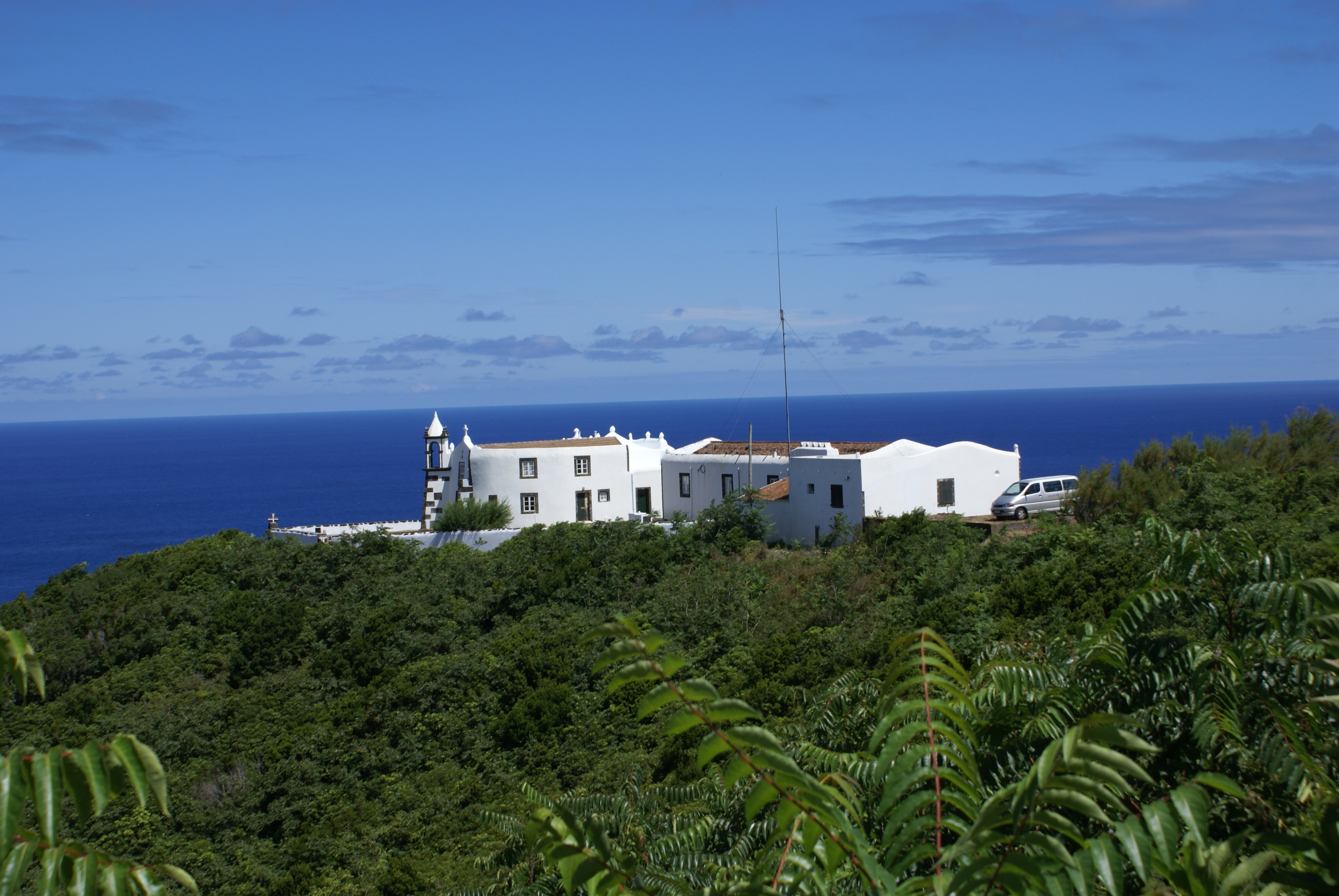
Ermida de Nossa Senhora da Ajuda, Santa Cruz da Graciosa.

A Ermida de Nossa Senhora da Ajuda localiza-se na cidade e concelho de Santa Cruz da Graciosa, na ilha Graciosa, na Região Autónoma dos Açores.
Em posição dominante no alto do monte da Senhora da Ajuda, é considerado como um exemplar de arquitetura religiosa fortificada.

## História
O primitivo templo remonta ao século XVI. Foi o primeiro a ser erguido no local, e está profundamente relacionado com uma lenda associada à imagem de Nossa Senhora da Ajuda.
Acredita-se que a sua conformação fosse algo diferente da atual dadas as diversas intervenções de conservação e restauro a que foi sendo sujeita ao longo dos séculos, uma vez que se situa numa zona sujeita a forte sismicidade.
Foi restaurada em maio de 2012.

## Características
Apesar de não se saber ao certo o seu estilo arquitetónico inicial, as atuais linhas do templo fazem lembrar um pequeno castelo, sendo considerada como um dos melhores exemplos de arquitectura religiosa fortificada existentes no arquipélago.
Sobre a portada está afixada a data "1915", que faz referência à construção de uma passadeira de pedras roladas que leva à entrada.
Apresenta uma torre sineira, com olhais para cada um dos quatro sinos.
Tem em anexo uma "casa dos romeiros", destinada a acolher os peregrinos que ali se deslocavam em oração.